# Oleksandr Sarownyj
Oleksandr Sarownyj (ukrainisch Олександр Заровний, wiss. Transliteration Oleksandr Zarovnyj, * 20. Februar 1975 in Tschernihiw) ist ein ehemaliger ukrainischer Skilangläufer.
Sarownyj startete international erstmals bei der Winter-Universiade 1995 in Candanchú und holte dabei die Bronzemedaille mit der Staffel. Seine beste Platzierung bei den nordischen Skiweltmeisterschaften 1997 in Trondheim war der 44. Platz über 50 km klassisch. Bei den Olympischen Winterspielen 1998 in Nagano lief er auf den 44. Platz über 30 km klassisch, auf den 43. Rang über 50 km Freistil und zusammen mit Hennadij Nikon, Mychajlo Artjuchow und Mykola Popowytsch auf den 12. Platz in der Staffel. In der Saison 1998/99 belegte er bei der Winter-Universiade 1999 in Štrbské Pleso den 17. Platz über 10 km klassisch und den 12. Rang in der Verfolgung und kam bei den nordischen Skiweltmeisterschaften 1999 in Ramsau am Dachstein auf den 56. Platz über 10 km klassisch, auf den 55. Rang in der Verfolgung und auf den 53. Platz über 30 km Freistil. In der Saison 2000/01 holte er bei der Winter-Universiade 2001 in Zakopane die Silbermedaille mit der Staffel. Zudem wurde er dort Neunter über 10 km Freistil und Fünfter über 10 km klassisch. Seine besten Resultate bei den nordischen Skiweltmeisterschaften 2001 in Lahti waren der 29. Platz über 50 km Freistil und der 15. Rang mit der Staffel. Sein letztes Weltcuprennen absolvierte er im Januar 2002 im Val di Fiemme. Dort erreichte er mit dem 40. Platz im 30-km-Massenstartrennen sein bestes Einzelergebnis im Weltcup.